# 5976 Kalatajean
5976 Kalatajean è un asteroide della fascia principale. Scoperto nel 1992, presenta un'orbita caratterizzata da un semiasse maggiore pari a 2,6830503 UA e da un'eccentricità di 0,1383793, inclinata di 13,37074° rispetto all'eclittica.